# Espuri Postumi Albí (cònsol 110 aC)
Espuri Postumi Albí (llatí: Spurius Postumius Sp. f. Sp. n. Albinus) era fill d'Espuri Postumi Albí Magne. Formava part de la gens Postúmia, una antiga i famosa família patrícia, i era de la branca dels Postumi Albí.
Va ser cònsol l'any 110 aC i va rebre la província de Numídia per dirigir la guerra contra Jugurta. Encara que va fer molts preparatius en arribar a la província no va prendre cap decisió i va esperar la promesa rendició del rei númida, que mai va arribar. Es va suposar que la inactivitat havia estat intencionada i que havia estat comprat per Jugurta. Albinus va deixar la província i va deixar el comandament al seu germà Aulus Postumi Albí que va ser derrotat per Jugurta. Espuri Postumi va retornar, però l'exèrcit estava tan desorganitzat que no va poder fer res i va entregar el comandament al cònsol Metel el 109 aC. La llei Mamília, que condemnava a tots els que fossin culpables de traïdoria en favor de Jugurta, el va afectar i el van condemnar en virtut d'aquesta llei.